# Буковельський експрес
«Буковельський експрес» — регіональний денний швидкісний поїзд № 809/810 сполученням Львів — Ясіня, формування Львівської залізниці.
Протяжність маршруту поїзда — 252 км. 

## Історія
14 грудня 2021 року було повідомлено, що до кінця грудня 2021 року буде запущено «Буковельський експрес». 
25 грудня 2021 року поїзд вирушив у перший рейс. Саме в цей день відбувся урочистий захід, на якому «Укрзалізниця» запросила представників ЗМІ взяти участь у престурі новим регіональним поїздом «Буковельский експрес». У запуску «Буковельського експреса» брали участь представники «Укрзалізниці» Олександр Перцовський, Юрій Іщук, керівники Львівської обласної державної адміністрації.
Внаслідок російського вторгнення в Україну поїзд було скасовано.
На Новий рік і Різдво Христове у 2022-2023 роках поїзд було відновлено.
З 18 січня 2023 року поїзд продовжено до Рахова.

## Інформація про курсування
Поїзд № 809/810 сполученням Львів — Ясіня, на маршруті руху зупиняється на 8 проміжних станціях.
| Розклад руху поїзда «Буковельський експрес» (з 25.12.2021) | Розклад руху поїзда «Буковельський експрес» (з 25.12.2021) | Розклад руху поїзда «Буковельський експрес» (з 25.12.2021) | Розклад руху поїзда «Буковельський експрес» (з 25.12.2021) | Розклад руху поїзда «Буковельський експрес» (з 25.12.2021) |
| Час прибуття                                               | Час відправлення                                           | Станція                                                    | Час прибуття                                               | Час відправлення                                           |
| ---------------------------------------------------------- | ---------------------------------------------------------- | ---------------------------------------------------------- | ---------------------------------------------------------- | ---------------------------------------------------------- |
| —                                                          | 06:40                                                      | Львів                                                      | 22:10                                                      | —                                                          |
| 12:25                                                      | —                                                          | Ясіня                                                      | —                                                          | 16:30                                                      |

Актуальний розклад руху вказано у розділі «Розклад руху призначених поїздів» на офіційному вебсайті «Укрзалізниці».

## Склад поїзда
Регіональний поїзд № 810/809 «Буковельський експрес» Львів — Ясіня обслуговується складом ДПКр-3, який приписаний до моторвагонного депо РПЧ-2 станції Тернопіль.
В складі поїзда 3 вагони:
- 1 вагон — 51 місце;
- 2 вагон — 61 місце;
- 3 вагон — 58 місць.

## Ключові пересадки
- Пасажири, що прямують у Буковель, мають можливість здійснити пересадку на платформі Татарів з/на автобусний трансфер, який долає відстань завдовжки 15 км за 20 хвилин.
- Пасажири, що прибули з Києва можуть здійснити пересадку з/на поїзд № 91/92 «Львів» сполученням Київ — Львів.
- Пасажири, що прямують до Румунії, мають можливість здійснити пересадку на станції Рахів з/на поїзд «Мармароський експрес» до станції Валя Вишеулуй.